# Interscope Records
Interscope är ett amerikanskt skivbolag, grundat 1990 med bland andra 2Pac, Nine Inch Nails, Rocket from the Crypt, AFI och Marilyn Manson, Lady Gaga, Game och Eminem i sitt stall. Skivbolaget ingår i Universal Music.

## Historik
1992 förvärvade Interscope exklusiva rättigheter att marknadsföra och distribuera släpp från hardcore hiphop-etiketten Death Row, vars artister inkluderade Dr. Dre och Snoop Dogg, ett beslut som till slut satte etiketten i centrum för mitten av 1990-talets gangstarapkontroverser.
Som ett resultat avbröt Time Warner, som äger Atlantic Records, banden med Interscope genom att sälja tillbaka sin 50-procentiga andel till Field and Iovine för 115 miljoner dollar 1995.
1996 förvärvades 50 % av etiketten för 200 miljoner dollar av MCA Inc, senare kända som Universal Music Group.
Baserat i Santa Monica, inkluderar Interscopes artistlista Eminem, Lady Gaga, OneRepublic, Blackpink, Dr Dre, DaBaby, Billie Eilish, Olivia Rodrigo, Selena Gomez, Playboi Carti, Kendrick Lamar, Lana Del Rey, Maroon 5, Moneybagg Yo , Gwen Stefani, Rae Sremmurd och U2.
2003 började 50 cent samarbeta med Interscope.
Den svenska sångerskan Agnes skrev på ett stort skivkontrakt med Interscope 2009.

## Interscopes skivkatalog
- Interscope Records Discography.